# چک مسافرتی
چک مسافرتی یا تراول چک نوعی چک است که یک بانک به عهده خود صادر می‌کند و وجه آن از همهٔ شعب همان بانک قابل دریافت است.
چک مسافرتی یکی از انواع چک بانکی است و مبلغ آن با ارقام صحیح و بدون اعشار بر روی آن درج می‌شود. معمولاً اشخاص ترجیح می‌دهند به هنگام مسافرت برای جلوگیری از خطر سرقت یا گم شدن پول خود از چک مسافرتی استفاده کنند.